# Poliestireno extrudido
Chamado em Portugal como Roofmate ou Wallmate (marcas) e no Brasil de isopor.
O poliestireno extrudido é uma espuma rígida de poliestireno semelhante ao poliestireno expandido, mas obtida por um processo de extrusão em contínuo, muito leve e usada principalmente como isolante térmico, pela sua baixa densidade, devido à capacidade de conter as partículas dos gases expansores na sua estrutura de formação.
Sua aparência é a de uma espuma rígida. Apresenta-se em várias cores, sendo a cor mais utilizada o azul, comercialmente conhecida por "roofmate", vendida em placas de 2 e 3 centímetros.
É muito usado na industria da construção civil pelas suas propriedades como isolante térmico e acústico.
O poliestireno extrudido, também designado por XPS,é um produto sintético proveniente da destilação do petróleo.